# 5566
5566（五千五百六十六、ごせんごひゃくろくじゅうろく）は自然数、また整数において、5565の次で5567の前の数である。

## 性質
- 5566は合成数であり、約数は1, 2, 11, 22, 23, 46, 121, 242, 253, 506, 2783, 5566である。
  - 約数の和は9576。
- 55662 + 1 = 30980357であり、n2 + 1 の形で素数を生む524番目の数である。1つ前は5564、次は5574。(オンライン整数列大辞典の数列 A005574)
- 991番目のハーシャッド数である。1つ前は5565、次は5568。
  - 22を基とする14番目のハーシャッド数である。1つ前は5368、次は5764。
- 1/5566 = 0.00017966223499820337765… (下線部は循環節で長さは22)
- 各位の和が22になる209番目の数である。1つ前は5557、次は5575。

## その他 5566 に関連すること
- 台湾の音楽ユニット、5566 (ウーウーリウリウ) 。